# Вамана-пурана
«Ва́мана-пура́на» (санскр. वामन पुराण, IAST: Vāmana Purāṇa) — священный текст индуизма на санскрите, посвящённый одной из аватар Вишну — Вамане. В этой Пуране также содержатся тексты, прославляющие Вишну и Шиву. Это одна из восемнадцати основных Пуран индуизма (называемых «махапуранами»). Опубликованная версия «Вамана-пураны» разделена на 96 глав. Пурана начинается с вопроса Нарады к Пуластье об аватаре Вишну Вамане. В главах с 34 по 42 содержится детальное описание тиртх, рек и лесов региона Курукшетры.